# Shinohara Hiromichi
Hiromichi Shinohara (篠原 弘道 Shinohara Hiromichi?), född augusti 1913 i Suzumenomiya, Japan, död 27 augusti 1939 var ett japanskt flygaräss inom det kejserliga japanska flygvapnet. Den 27 juni 1939 satt han rekord genom att skjuta ner 11 plan på en enda dag. Den 27 augusti samma år blev han själv nedskjuten efter att ha vunnit 58 strider på tre månader.   

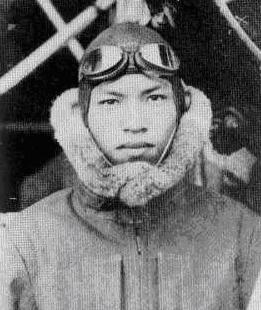
Shinohara Hiromichi

Planet som Hiromichi Shinohara flög var av modell Nakajima Ki-27.

## Biografi

### Barndomsår till värvning
Hiromichi Shinohara föddes i augusti 1913 på en farm i Suzumenomiya, nära Utsunomiya i Tochigi prefektur. Efter avslutade studier tog han 1931 värvning i det militära och anslöt sig till 27:e kavalleriet.